# Кімберлі Бос
Кімберлі Бос (7 жовтня 1993 , Еде, Гелдерланд ) — нідерландська скелетоністка, бронзова призерка Олімпійських ігор 2022 року.

## Олімпійських іграх
| Рік  | Місце проведення          | Місце |
| ---- | ------------------------- | ----- |
| 2018 | Пхьончхан, Південна Корея | 8     |
| 2022 | Пекін, Китай              | 3     |

## Виступи на чемпіонатах світу
| Рік  | Місце проведення      | Місце |
| ---- | --------------------- | ----- |
| 2016 | Інстбрук, Австрія     | 8     |
| 2017 | Кенігсзе, Німеччина   | 14    |
| 2019 | Вістлер, Канада       | 13    |
| 2020 | Альтенберг, Німеччина | 15    |
| 2021 | Альтенберг, Німеччина | 11    |

## Виступи на чемпіонатах Європи
| Рік  | Місце проведення       | Місце |
| ---- | ---------------------- | ----- |
| 2017 | Вінтерберг, Німеччина  | 5     |
| 2018 | Інсбрук, Австрія       | 5     |
| 2019 | Інсбрук, Австрія       | 12    |
| 2020 | Сігулда, Латвія        | 9     |
| 2021 | Вінтерберг, Німеччина  | 6     |
| 2022 | Санкт-Моріц, Швейцарія | 1     |